# 469219 كامو أوليوا
(469219) 2016 HO3 (وتكتب ايضًا 469219 Kamoʻoalewa) هو كويكب من كويكبات أبولو، اكتشفت في 27 أبريل 2016، وقمر شبه تابع لكوكب الأرض وربما الأكثر استقرارًا في المدار.
إكتشف العلماء قمراً صغيراً يُلاحق كوكب الأرض منذ قرن تقريباً ويدور في مدار الأرض منذ سنوات ومن المرجح أن يستمرّ ذلك على مدى قرون قادمة. 
وأعلنت وكالة الفضاء ناسا أنه على الرغم من أنّ هذه «الكويكب» بعيدة للغاية عن كوكب الأرض ليكون قمرا جديدا، إلا أنها ثابت كفاية في مدارة لتُعتبر «الرفيق القريب للأرض» أو «شبه تابع».
يُسمّى هذا الكويكب بـ 2016 HO3، اسمه مستوحى من السنة التي تم اكتشافه فيها.
ويقضي 2016 HO3 حوالي نصف السنة أقرب إلى الشمس من إلى الأرض، ويمرّ بالأرض لكنه يبعد عنها في النصف الثاني من السنة. وتصف ناسا مداره الكويكب الفلكي بلعبة القفز مع الأرض لأنّه يتحرك صعودا ونزولا في مداره الفلكي.
ويقول مدير وكالة الناسا «ينجرف دوران الكويكب قليلا حول الأرض أو إلى جانبه من سنة إلى أخرى، لكن جاذبية الأرض قوية كفاية لتعيده وتحافظ عليه في حال الإنجراف بعيدا إلى الأمام أو إلى الخلف وبذلك لا يتشتت أبدا لمسافة تتخّطى 100 مرة مسافة القمر».
ونقلاً عن ناسا، تم اكتشاف هذا القمر الصغير لأول مرة في 27 أبريل عام 2016، من قبل مقراب المسح البانورامي ونظام الاستجابة السريعة في هاليكالا الذي تديره جامعة هاواي. ولم يتم تأكيد حجمه حتى الآن لكنه يتراوح على الأغلب بين 40 و 100 متر (130-330 قدم).

## معرض

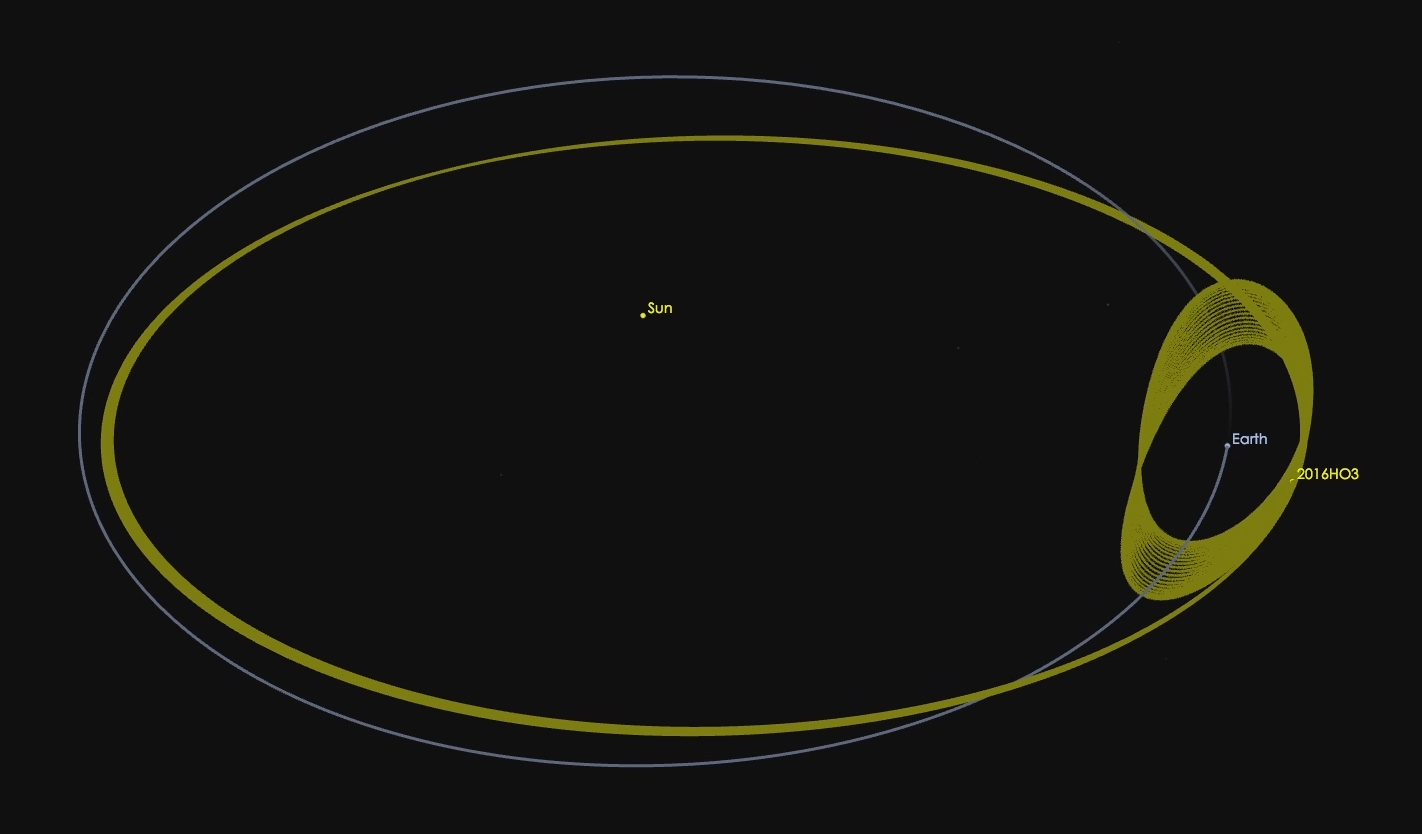
الكويكب2016 HO3 هو الرفيق الدائم للأرض .
- Asteroid 2016 HO3 يدور حول الشمس والأرض (رسم متحرك; ملف).

## انظر ايضًا
- شبيه القمر